# 淀川駅
淀川駅（よどがわえき）は、大阪府大阪市福島区海老江八丁目にある、阪神電気鉄道本線の駅。駅番号はHS 04。所在地は淀川の南岸で、淀川区（北岸の区）ではない。

## 歴史
- 1905年（明治38年）4月12日：阪神本線開業と同時に設置。
- 2008年（平成20年）3月：コンコースとホーム中央を結ぶエレベーターが設置される。
- 2014年（平成26年）4月1日：駅番号導入。

## 駅構造
相対式ホーム2面2線を有する高架駅。分岐器や絶対信号機を持たないため、停留所に分類される。改札口とコンコースは1階、ホームは2階にある。改札口は1か所のみ。トイレは改札内。コンコースには高架化される前に架かっていた淀川橋梁の一部が装飾されている。ホームはややカーブしており、神戸方面行ホームは電車との隙間が広い箇所がある。
下り列車は当駅発車あるいは通過後すぐに淀川橋梁を渡るため、下りホームの神戸方先端は鉄道写真の撮影スポットにもなっている。

### のりば
| 番線 | 路線  | 方向 | 行先                               |
| ---- | ----- | ---- | ---------------------------------- |
| 1    | ■本線 | 上り | 野田・大阪（梅田）方面             |
| 2    | ■本線 | 下り | 尼崎・神戸（三宮）・明石・姫路方面 |

※実際には構内にのりば番号表記はないが、公式サイトの構内図では上りホームが1番のりば、下りホームが2番のりばとされている。また、普通電車のみ停車するため、ホーム有効長は4両編成分である。(その他、阪神本線では、大物駅1番のりば・久寿川駅・住吉駅・御影駅2番のりばは、急行用列車6両編成が停車する事が出来ない。)
| ← 梅田方面 | 淀川駅配線略図 | → 三宮・元町方面 |
| 凡例 出典: |                |                  |

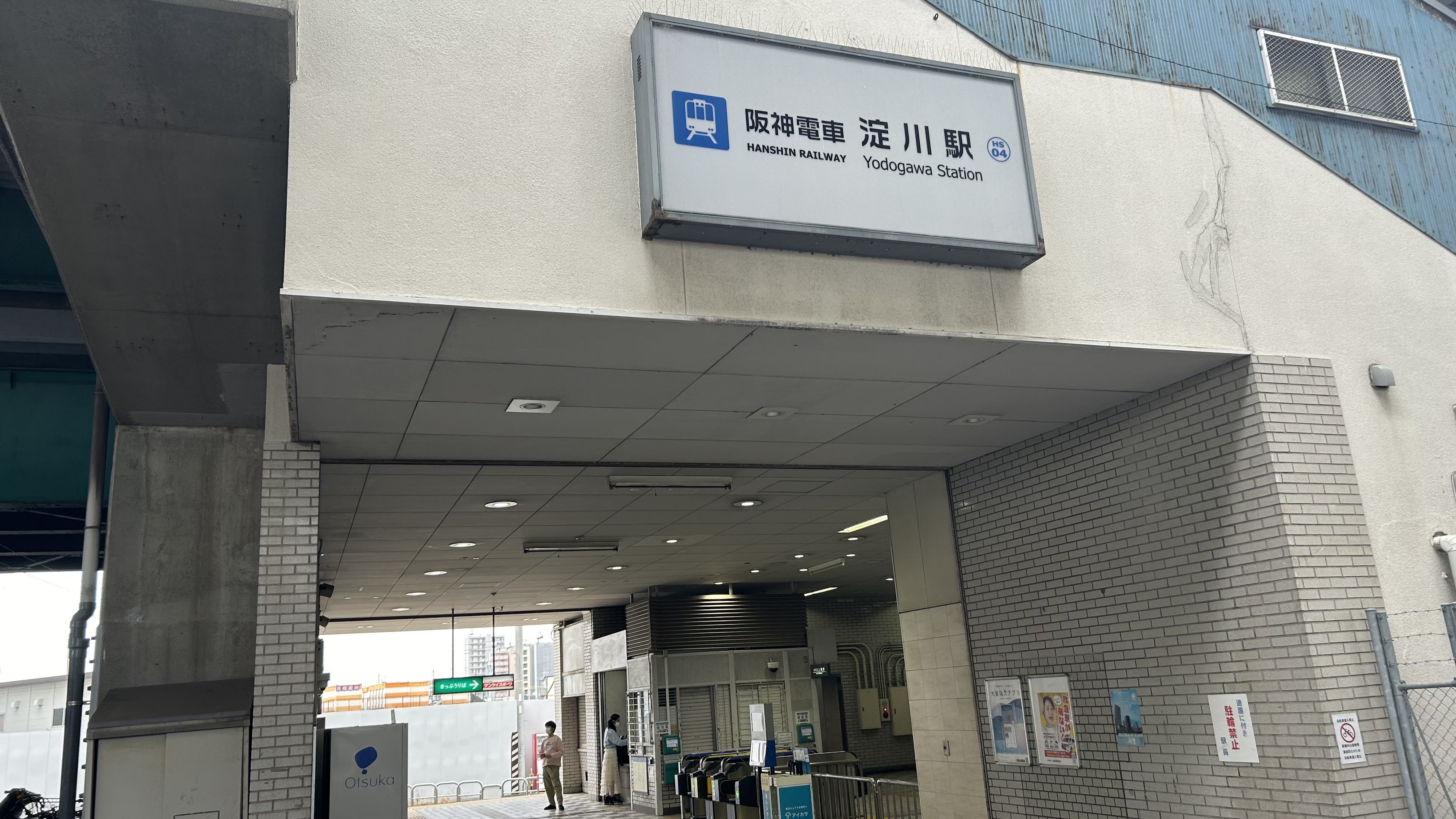
西口
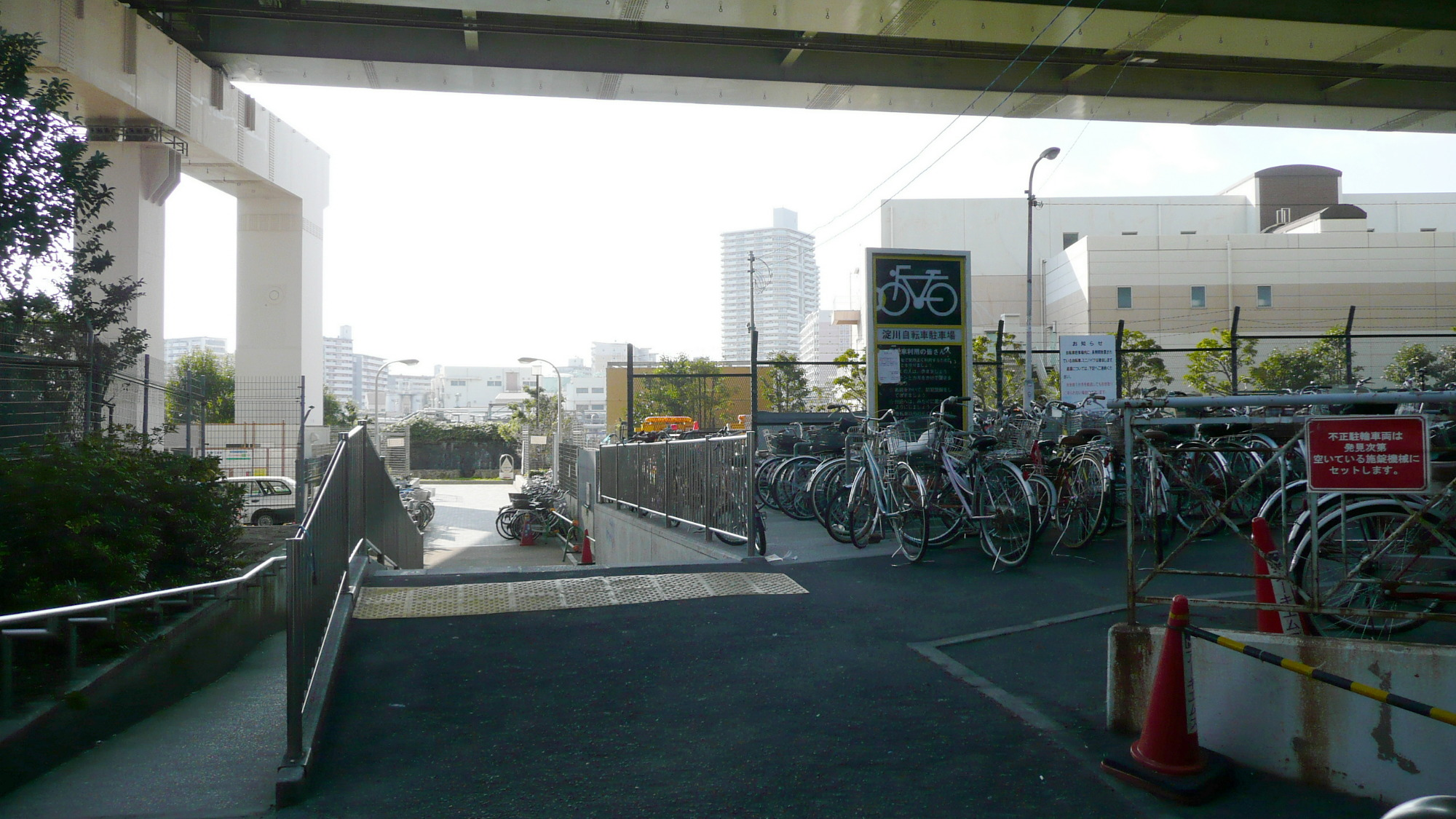
西側駅前風景
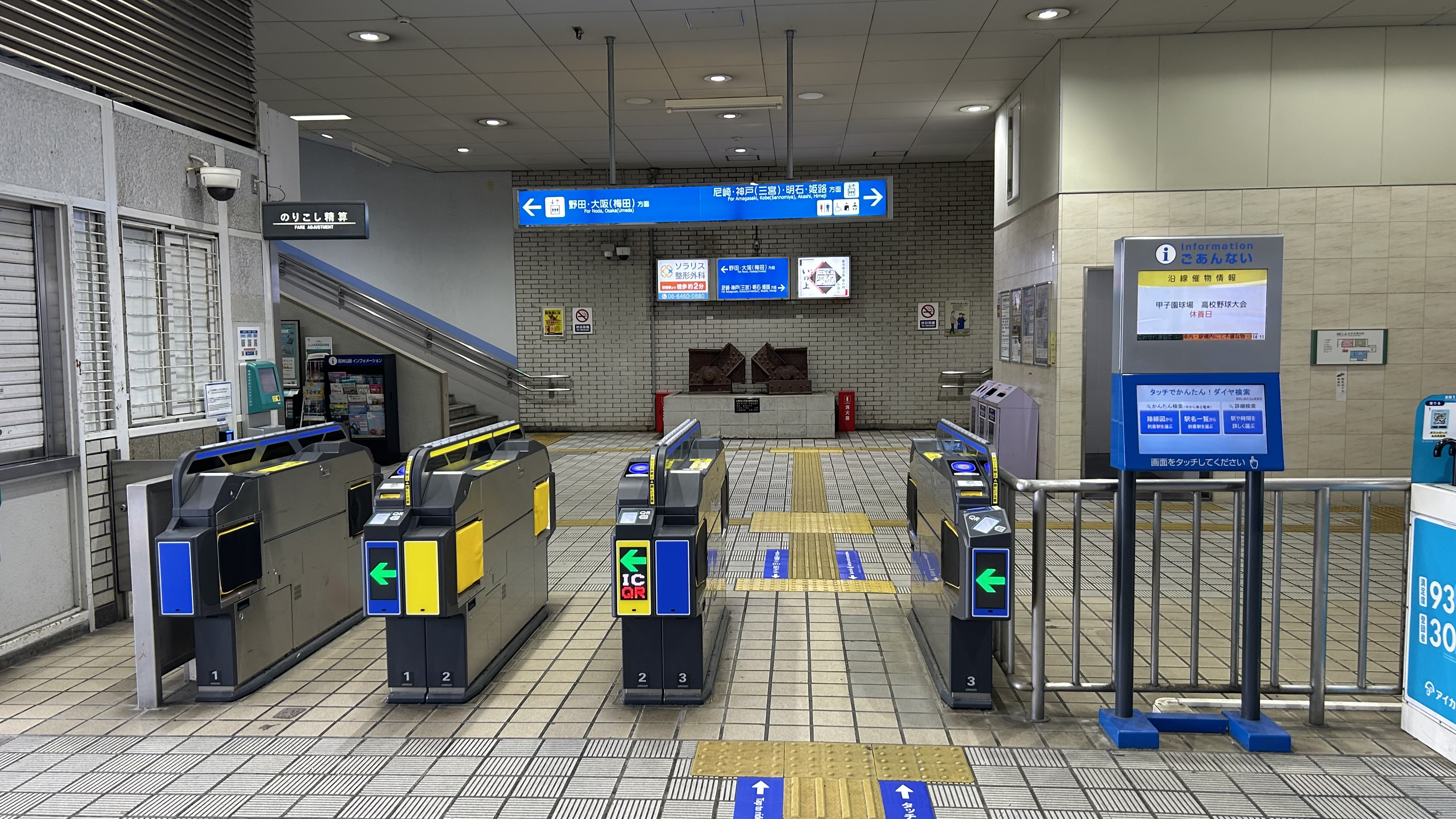
改札口
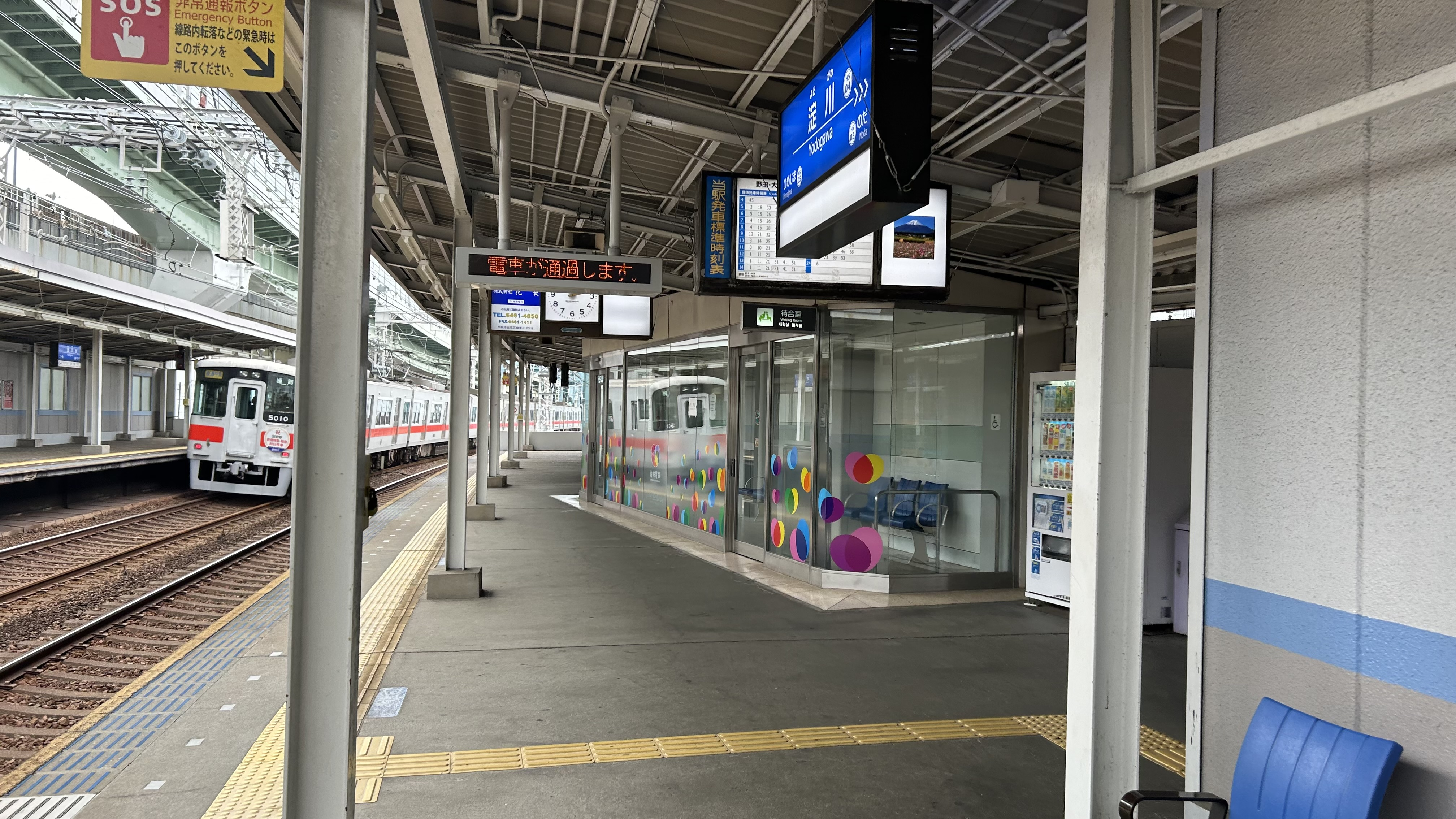
大阪方面ホーム
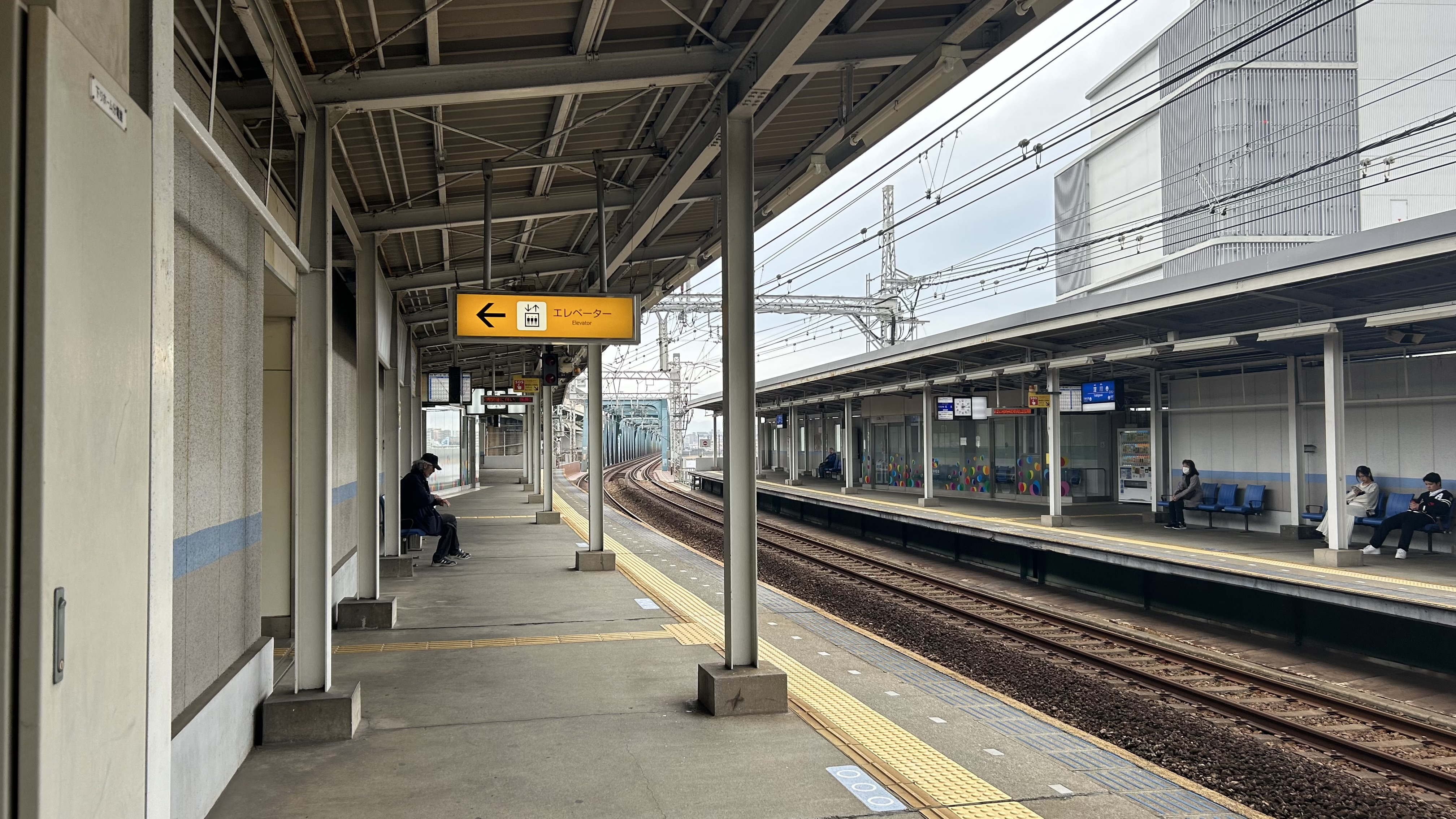
神戸方面ホーム
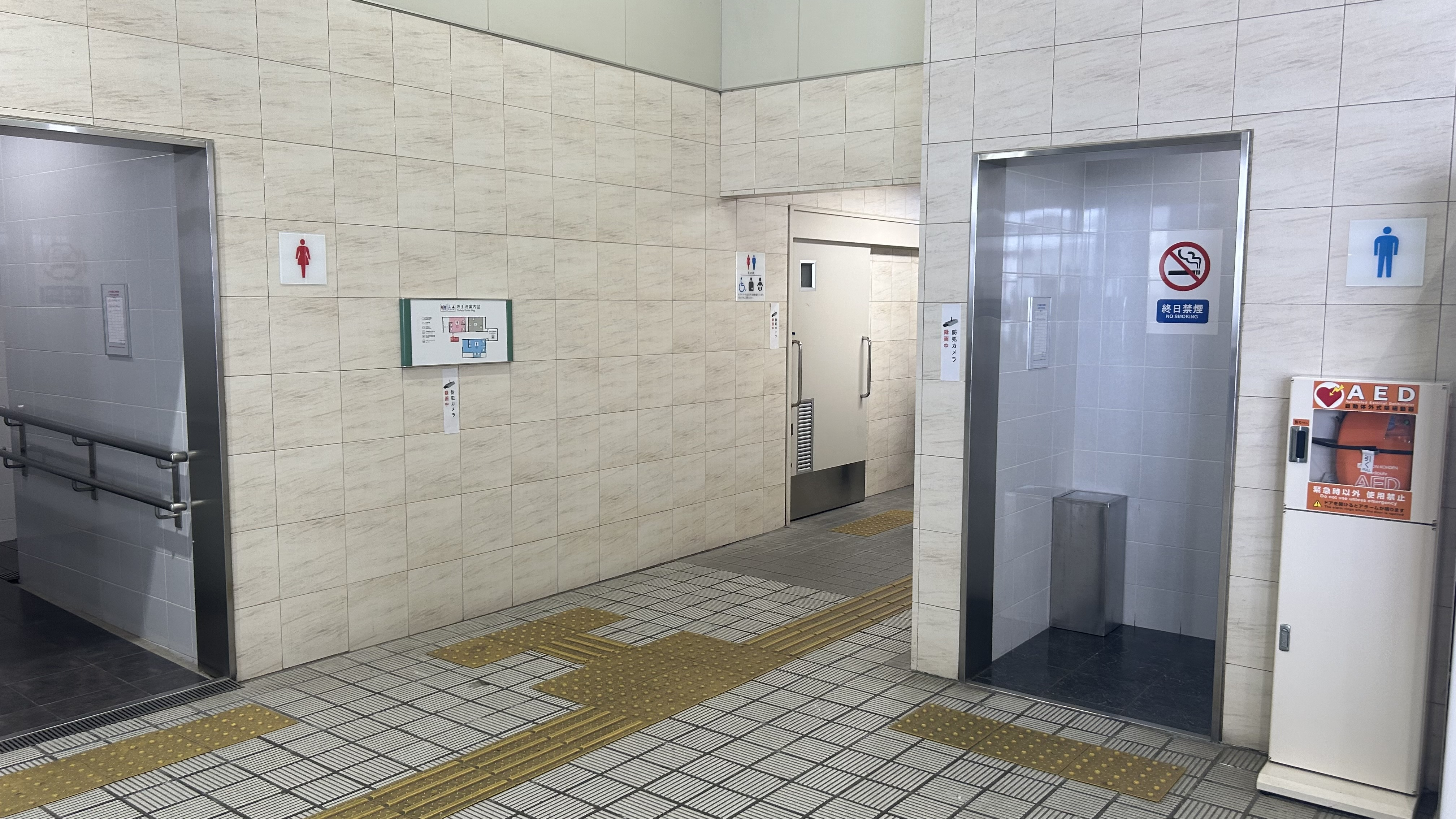
トイレ
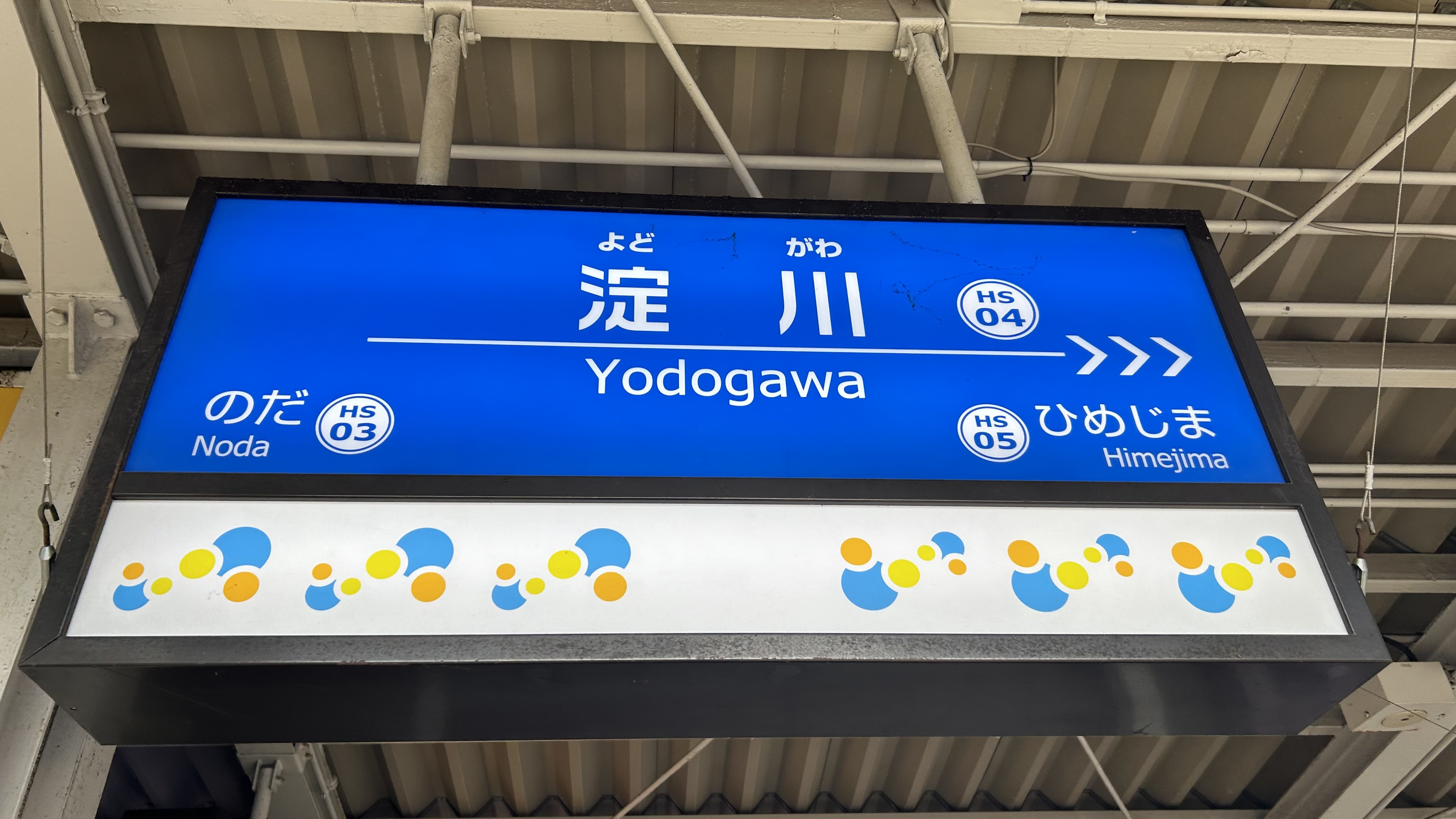
駅名標

## 利用状況
2023年（令和5年）11月の1日平均乗降人員は5,459人である。阪神本線の中では、住吉駅、久寿川駅、西灘駅に次いで4番目に乗降客数が少ない。
本線の尼崎駅以東の駅ではJR東西線の開業以降軒並み大きく乗客数を減少させているが、当駅は1991年（阪神電車の旅客人員数が最大を記録した年）の乗降客数と比較して5%程度しか減少していない（周辺の駅は1991年の乗降客数の40 - 60%にまで下落している）。
以下に各年の乗降客数を示す。
| 年次                | 1日平均 乗車人員 | 1日平均 降車人員 | 1日平均 乗降人員 | 1日平均 乗降人員 | 出典   |
| 年次                | 1日平均 乗車人員 | 1日平均 降車人員 | 総数             | 内定期           | 出典   |
| ------------------- | ---------------- | ---------------- | ---------------- | ---------------- | ------ |
| 1997年（平成09年）  | 2,579            | 2,735            | 5,314            | 3,276            | [ 4 ]  |
| 1998年（平成10年）  | 2,507            | 2,658            | 5,165            | 3,167            | [ 5 ]  |
| 1999年（平成11年）  | 2,418            | 2,562            | 4,980            | 3,028            | [ 6 ]  |
| 2000年（平成12年）  | 2,219            | 2,292            | 4,511            | 2,516            | [ 7 ]  |
| 2001年（平成13年）  | 2,550            | 2,628            | 5,178            | 2,638            | [ 8 ]  |
| 2002年（平成14年）  | 2,290            | 2,375            | 4,665            | 2,476            | [ 9 ]  |
| 2003年（平成15年）  | 2,270            | 2,334            | 4,604            | 2,279            | [ 10 ] |
| 2004年（平成16年）  | 2,417            | 2,502            | 4,919            | 2,487            | [ 11 ] |
| 2005年（平成17年）  | 2,300            | 2,423            | 4,723            | 2,512            | [ 12 ] |
| 2006年（平成18年）  | 2,514            | 2,479            | 4,993            | 2,583            | [ 13 ] |
| 2007年（平成19年）  | 2,546            | 2,520            | 5,066            | 2,510            | [ 14 ] |
| 2008年（平成20年）  | 2,454            | 2,324            | 4,931            | 2,639            | [ 15 ] |
| 2009年（平成21年）  | 2,340            | 2,396            | 4,736            | 2,467            | [ 16 ] |
| 2010年（平成22年）  | 2,418            | 2,462            | 4,880            | 2,337            | [ 17 ] |
| 2011年（平成23年）  | 2,431            | 2,477            | 4,908            | 2,372            | [ 18 ] |
| 2012年（平成24年）  | 2,528            | 2,520            | 5,048            | 2,405            | [ 19 ] |
| 2013年（平成25年）  | 2,585            | 2,580            | 5,165            | 2,513            | [ 20 ] |
| 2014年（平成26年）  | 2,586            | 2,591            | 5,177            | 2,663            | [ 21 ] |
| 2015年（平成27年）  | 2,620            | 2,568            | 5,188            | 2,619            | [ 22 ] |
| 2016年（平成28年）  | 2,659            | 2,595            | 5,254            | 2,655            | [ 23 ] |
| 2017年（平成29年）  | 2,796            | 2,788            | 5,584            | 2,680            | [ 24 ] |
| 2018年（平成30年）  | 2,654            | 2,665            | 5,319            | 2,673            | [ 25 ] |
| 2019年（令和 元年） | 2,648            | 2,601            | 5,249            | 2,607            | [ 26 ] |
| 2020年（令和 2年）  | 2,197            | 2,141            | 4,338            | 2,376            | [ 27 ] |
| 2021年（令和 3年）  | 2,405            | 2,382            | 4,787            | 2,431            | [ 28 ] |
| 2022年（令和 4年）  | 2,555            | 2,472            | 5,027            | 2,588            | [ 29 ] |
| 2023年（令和 5年）  | 2,753            | 2,706            | 5,459            |                  | [ 3 ]  |

## 駅周辺
駅付近は工場が多く立地する。北側には淀川が流れ、西方には海老江下水処理場や大阪市下水道科学館が、南方にはホームセンターコーナン福島大開店がある。
- 高見フローラルタウン（此花区） - 都市再生機構の住宅団地。当駅から西へ徒歩5 - 10分の圏内にあり、自宅最寄り駅として利用する通勤客も多い。
  - 此花区内の駅ならば阪神なんば線千鳥橋駅が近いが、徒歩約15分前後を要する。
- 大阪市下水道科学館
- 独立行政法人水資源機構 津川管理室
- 海老江下水処理場
- パークシティふれあいのまち
- レンゴー淀川工場
- AEON 高見店
- ゲオ福島店
- スーパーマルハチ大開店
- コーナン福島大開店

## 隣の駅
阪神電気鉄道
本線
■直通特急・■特急・■区間特急・■急行・■区間急行
通過
■普通
野田駅 (HS 03) - 淀川駅 (HS 04) - 姫島駅 (HS 05)